# Championnat du Qatar de football 2001-2002
Navigation
Saison précédente Saison suivante
La saison 2001-2002 du Championnat du Qatar de football est la trente-huitième édition du championnat national de première division au Qatar. Les neuf meilleures équipes du pays sont regroupées au sein d'une poule unique où elles s'affrontent deux fois, à domicile et à l'extérieur. En fin de saison, pour permettre le passage du championnat de 9 à 10 clubs, il n'y a pas de relégation et le champion de deuxième division est promu parmi l'élite.
C'est le club d'Al Ittihad Doha qui remporte la compétition, après avoir terminé en tête du classement final, avec douze points d'avance sur le Qatar SC. C'est le 3e titre de champion du Qatar de l'histoire du club, qui réussit même le doublé en s'imposant en finale de la Coupe du Qatar face au Sadd Sports Club.

## Qualifications continentales
Le vainqueur du championnat ainsi que le gagnant de la Coupe du Qatar se qualifient pour la toute nouvelle Ligue des champions. Si un club réalise le doublé, c'est le finaliste de la Coupe qui obtient sa qualification. Enfin, le meilleur club au classement non-qualifié pour la Ligue des champions participe à la Coupe des clubs champions du Golfe Persique.

## Les clubs participants
| - Al-Rayyan SC - Al-Arabi Sports Club - Al Ahly Doha - Al Taawun - Al Ittihad Doha - Qatar SC - Sadd Sports Club - Al-Markhiya Sports Club - Promu de D2 - Al-Wakrah Sports Club |

## Compétition

### Classement
Le classement est établi sur le barème de points classique (victoire à 3 points, match nul à 1, défaite à 0).
| Rang | Équipe                      | Pts | J  | G  | N | P  | Bp | Bc | Diff |
| ---- | --------------------------- | --- | -- | -- | - | -- | -- | -- | ---- |
| 1    | Al Ittihad Doha (C)         | 41  | 16 | 13 | 2 | 1  | 42 | 18 | +24  |
| 2    | Qatar SC                    | 29  | 16 | 9  | 2 | 5  | 30 | 17 | +13  |
| 3    | Al-Rayyan SC                | 25  | 16 | 8  | 1 | 7  | 30 | 27 | +3   |
| 4    | Sadd Sports Club            | 25  | 16 | 7  | 4 | 5  | 31 | 30 | +1   |
| 5    | Al-Wakrah Sports Club (T)   | 19  | 16 | 5  | 4 | 7  | 29 | 31 | -2   |
| 6    | Al Ahly Doha                | 19  | 16 | 5  | 4 | 7  | 21 | 28 | -7   |
| 7    | Al-Arabi Sports Club        | 18  | 16 | 5  | 3 | 8  | 28 | 32 | -4   |
| 8    | Al Taawun                   | 18  | 16 | 4  | 6 | 6  | 21 | 26 | -5   |
| 9    | Al-Markhiya Sports Club (P) | 8   | 16 | 2  | 2 | 12 | 12 | 35 | -23  |

|  | Qualification pour la Ligue des champions de l'AFC 2003                      |
|  | Qualification pour la Coupe des clubs champions du golfe Persique 2003       |
|  | (T) : Tenant du titre (C) : Vainqueur de la Coupe du Qatar (P) : Promu de D2 |

## Bilan de la saison
| Championnat du Qatar de football 2001-2002                        |                            |
| Champion                                                          | Al Ittihad Doha (3e titre) |
| Coupes et trophées                                                |                            |
| Vainqueur de la Coupe du Qatar 2001-2002                          | Al Ittihad Doha            |
| Qualifications continentales                                      |                            |
| Ligue des champions de l'AFC 2003                                 | Al Ittihad Doha            |
| Ligue des champions de l'AFC 2003                                 | Sadd Sports Club           |
| Coupe des clubs champions du golfe Persique 2003                  | Qatar SC                   |
| Promotions et relégations                                         |                            |
| Promus en Qatar Stars League                                      | Al Shamal                  |
| Relégués en Championnat du Qatar de football de deuxième division | Aucun                      |